# Ginning (Rattenkirchen)
Ginning (historische Schreibweise Gimming) ist ein Ortsteil in der Gemeinde Rattenkirchen im oberbayerischen Landkreis Mühldorf am Inn.

## Lage
Die Einöde Ginning liegt am nordwestlichen Ortseingang von Rattenkirchen und in der Luftlinie 1 Kilometer südlich der Bundesautobahn A 94, von deren Ausfahrt 17 (Heldenstein) es sich auf einer 4 km langen Fahrt erreichen lässt.

## Bevölkerungsentwicklung
Im Weiler Gimming lebten 1861 insgesamt 19 Einwohner in 10 Gebäuden. Um 1970 lebten in dem zur Einöde herabgestuften Ortsteil Ginning zwölf Einwohner. Im Mai 1987 gab es vier Einwohner in zwei Wohngebäuden.
| Jahr              | 1861 | 1871 | 1925 | 1950 | 1970 | 1987 |
| Einwohner Gimming | 19   | 17   | 16   | 29   |      |      |
| Einwohner Ginning |      |      |      |      | 12   | 4    |